# Eimeria southwelli
Eimeria southwelli is een soort in de taxonomische indeling van de Myzozoa, een stam van microscopische parasitaire dieren. Het organisme komt uit het geslacht Eimeria en behoort tot de familie Eimeriidae. Eimeria southwelli werd in 1930 ontdekt door Halawani.